# Dave Odom
George David Odom, meglio noto come Dave Odom (Goldsboro, 9 ottobre 1942), è un allenatore di pallacanestro statunitense.

## Palmarès
- Campione NIT (2000, 2005, 2006)